# Nikolaus Lauer (Theologe)
Nikolaus Lauer (* 11. Mai 1897 in Blieskastel; † 13. Februar 1980 in Hainfeld) war ein deutscher katholischer Theologe.

## Werdegang
Niolaus Lauer war Schüler am Gymnasium des Bischöflichen Konvikts in Speyer, wo er 1916, mitten im Ersten Weltkrieg, das Abitur machte. Bald darauf erfolgte die Einberufung zur Reichswehr, bei der er als Sanitätssoldat diente. Nach Ende des Krieges schloss Lauer sich dem als besonders rücksichtslos bekannten Freikorps Epp an, das als eine der „Geburtszellen“ der NS-Bewegung gilt. Danach studierte er in Würzburg und Trier Philosophie und katholische Theologie. Seit 1918 war er Mitglied der katholischen Studentenverbindung KDStV Gothia Würzburg im CV. Nach der Weihe zum Priester am 22. Juni 1922 versah er zunächst eine Kaplanstelle in Ludwigshafen. Im Januar 1925 wurde er vom Speyerer Bischof Ludwig Sebastian zum bischöflichen Sekretär und zum Direktor des Studentenkollegs St. Josef in Speyer berufen. 1928 wurde er zum Domvikar ernannt und gab daneben Religionsunterricht an der von Dominikanerinnen geführten Lehrerinnenbildungsanstalt St. Magdalena. Dort kam er in Kontakt mit Edith Stein, die nach Aussage eines Augenzeugen ihm namentlich aus dem Zug heraus, mit dem sie im August 1942 nach Auschwitz deportiert wurde, „liebe Grüße“ ausrichten ließ.
Bereits im September 1927 war er zum Hauptschriftleiter des Bistumsblatts Der Pilger (katholische Wochenzeitung des Bistums Speyer) ernannt worden. Während der Zeit des Nationalsozialismus erlebte er 1942 das Verbot der Zeitung, worauf er eine Pfarrstelle im südpfälzischen Insheim übernahm. Nach Kriegsende baute er den Pilger wieder auf und leitete das Blatt bis 1966. Daneben betreute er weitere kirchliche Periodika.
Außerdem war er als Heimatschriftsteller tätig.

## Ehrungen
- 1951: Förderungspreis des Landes Rheinland-Pfalz
- 1966: Verdienstkreuz 1. Klasse der Bundesrepublik Deutschland
- Ehrenbürger von Blieskastel[4]
- Prälat-Lauer-Straße in Blieskastel-Lautzkirchen
- Nikolaus-Lauer-Straße in Hainfeld

## Werke
- Der Heilige im Werktag. Junge Kirche Heft 7, Speyer (Pilger-Druckerei) 1938
- Die hl. Liturgie. Junge Kirche Heft 10, Speyer (Pilger-Druckerei) 1939
- Pfarrer August Schmitt, Speyer (Pilger Verlag) 1948
- Barbara Pfister. Eine pfälzische Stigmatisierte, Speyer (Pilger Verlag) 1949
- Das Schloss an der Blies. Ein Roman aus der Zeit des Rokoko, Stuttgart (Schwabenverlag) 1950
- Lindelbrunn. Erzählung, Speyer (Pilger Verlag) 1950
- Melodie des Lebens. Ein Lebensbuch für reifende und reife Menschen, Regensburg (Verlag Josef Habbel) 1950
- Eminenz Dr. Joseph Wendel, Erzbischof von München und Freising, Bischof von Speyer 1943 - 1952, Speyer (Pilger Verlag) 1952
- zusammen mit Joseph Wendel: Joseph Kardinal Wendel. Der Wahrheit und der Liebe, Würzburg (Arena-Verlag) 1961
- Das Speyerer Domfest. 7. – 10. September 1961. Verlauf und Deutung, Speyer (Pilger Verlag) 1961
- Die Blutstaufe, Speyer (Pilger Verlag) 1979
- Wallfahrt Gräfinthal, München und Zürich (Verlag Schnell & Steiner) 1984
- Gertraud von Bullion. Serviam. Antwort der Liebe, Vallendar (Schönstatt Verlag) 1991